# Southwest nationalpark

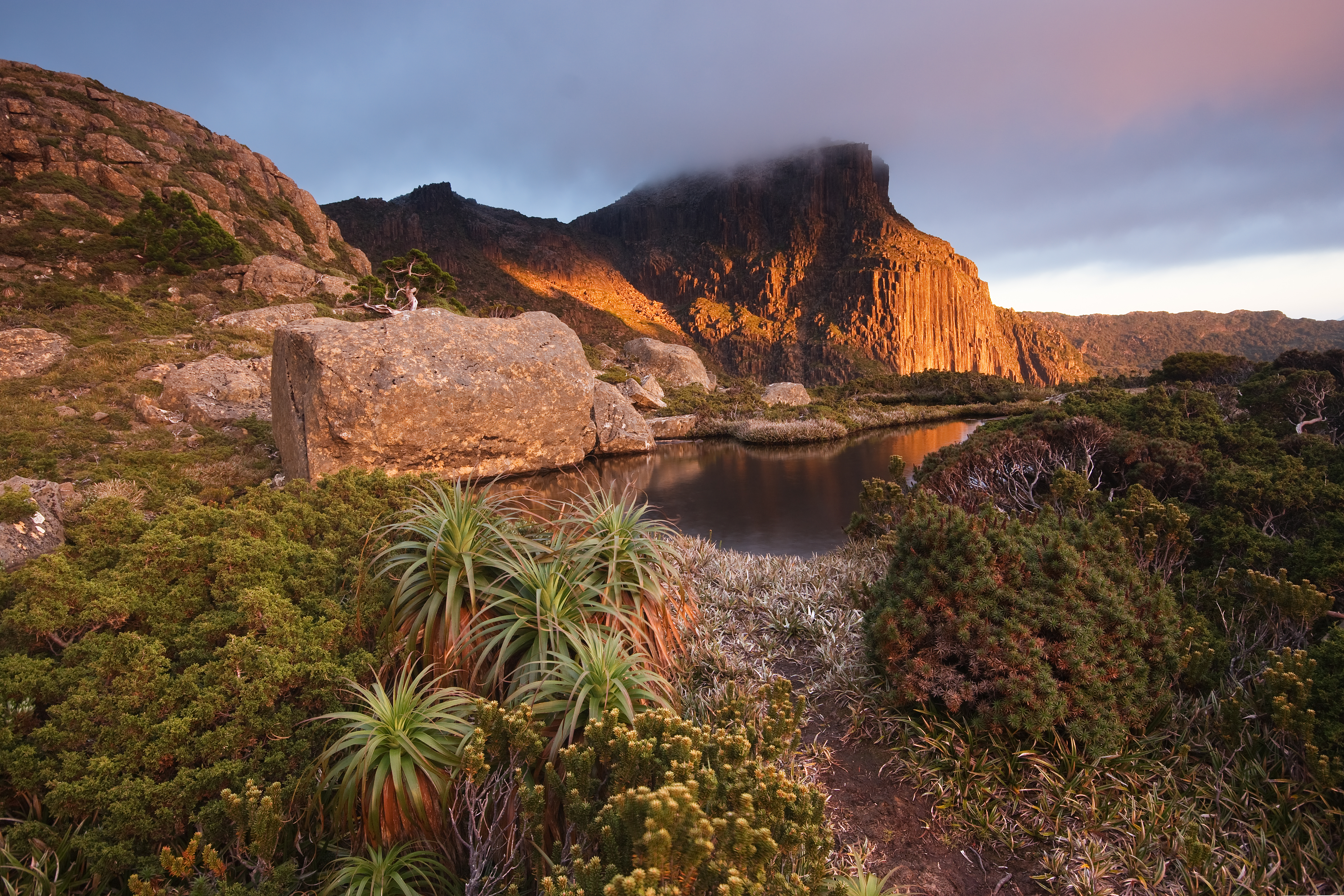
Alpint hedlandskap vid High Shelf Camp nära Mount Anne.

Southwest nationalpark är en 6 080 km² stor nationalpark i Tasmanien, Australien. Den är Tasmaniens största nationalpark och den del av världsarvet Tasmaniens vildmark. Då det inte finns några vägar i parken är enda sätten att komma in flyga, åka båt eller vandra. 
En känd vandringsled är South Coast Track mellan Melaleuca och Cockle Creek.
I parkens vatten lever sjöpennor, som normalt finns på mycket större djup. Den är också den enda häckningsplatsen för den akut hotade orangebukade parakiten.